# Бреннер, Йоханнес
Йоханнес Бреннер (эст. Johannes Brenner; 3 (16) января 1906, Мяо, Пайде, Ярвамаа, Эстляндская губерния — 9 сентября 1975, Таллин) — эстонский футболист, нападающий. Выступал за национальную сборную Эстонии.

## Биография
На клубном уровне выступал за таллинские клубы «Калев» (1920—1925) и «Таллинна Ялгпалликлуби» (1926—1930). Несмотря на то, что играл на позиции нападающего и полузащитника, смог забить за свою карьеру только один гол в высшем дивизионе — 11 сентября 1926 года в полуфинальном матче чемпионата против своего бывшего клуба «Калев». Стал трёхкратным чемпионом Эстонии, в сезонах 1923, 1926 и 1928.
Дебютный матч за сборную Эстонии сыграл 24 июня 1923 года против Литвы в возрасте 17 лет и 159 дней. Владел рекордом выступления за сборную в самом молодом возрасте до 2001 года, пока его не побил Ярмо Ахьюпера. В 1924 году был в составе сборной на Олимпийских играх в Париже, но в единственном матче своей команды на поле не вышел. Первый гол за сборную забил 18 сентября 1929 года в ворота Латвии. Всего сыграл 16 матчей за национальную команду и забил 4 гола.
Завершил спортивную карьеру в 1930 году, в возрасте 24 года, из-за желания сосредоточиться на карьере военного лётчика.
По состоянию на 1937 год носил звание лейтенант-капитана эстонской армии. В 1941 году мобилизован в Красную Армию, участник Великой Отечественной войны, майор , награжден орденом Красной Звезды.
Скончался в Таллине в 1975 году.